# Redacteur Lynge

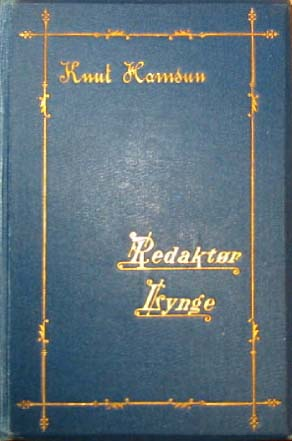
Eerste druk Redacteur Lynge, 1893

Redacteur Lynge  (Noors: „Redaktør Lynge“) is een sleutelroman van de Noorse schrijver en Nobelprijswinnaar Knut Hamsun, verschenen in 1893. 

## Typering en intrige
Redacteur Lynge beschrijft het politieke en journalistieke leven in Noorwegen tussen 1888 en 1893. Hoofdpersoon is Alexander Lynge, de hoofdredacteur van de linkse krant “De Gazette”. Lynge is als personage gebaseerd op Olaf Thommesen, uitgever van dagblad “Verdens Gang” en een toonaangevende figuur in het Noorse politieke debat van die tijd. Hamsun beschrijft Lynges meedogenloze inspanningen om het prestige c.q. de oplages van zijn krant te verhogen. Lynge schendt daarbij voortdurend het vertrouwen van anderen, onder andere van de jonge aspirant-journalist Ihlen. Lynges rivaal in de journalistieke wereld is Høibro, die weer verliefd is op Ihlens zus en uiteindelijk in een financiële malversatiezaak verwikkeld raakt, waarbij ook Lynge weer een dubieuze rol speelt.
Redacteur Lynge is een naturalistische roman die past in de traditie van boeken over journalisten, zoals ook August Strindbergs Rode Kamer (1879). Bij verschijnen trok de roman veel aandacht en werden snel hoge oplages bereikt, mede waardoor Hamsun de nodige financiële armslag kreeg. Redacteur Lynge is een van de minst vertaalde werken van Hamsun, mede door de gedateerdheid van de beschreven polemische thematiek. Ook psychologisch staat Redacteur Lynge niet te boek als Hamsuns sterkste werk. Hamsun laat zich volgens biograaf Ferguson soms te veel meeslepen door zijn haat voor Thommesen, die Hamsuns eerdere werk sterk bekritiseerde. De diverse liefdesperikelen die doorheen de roman spelen, en waarin de ‘vroege’ Hamsun nadrukkelijk herkenbaar is, houden het boek echter bij elkaar en ook voor hedendaagse Hamsun-liefhebbers nog steeds interessant.

## Citaat
In Redacteur Lynge keert ook Dagny Kielland weer terug, een van de hoofdpersonages uit Mysteriën, nu in een bijrol, als een vriendin van Lynge: "Nog een ander vroeger voorval droeg ze met zich mee; want een arme anemistische theoloog was zo heftig verliefd op haar geworden dat... maar dat was te jammerlijk, werkelijk lachwekkend, het was niet de moeite waard om aan deze zaak nog een gedachte te wijden. Iets heel anders was het met Nagel geweest, die haar bijna ertoe gebracht had zichzelf volledig op te geven. Toen ze hem voor de laatste keer trof hing het aan een zijden draadje; had hij nog slechts een enkel woord, een half verzoek uitgesproken, dan had ze de hele wereld getrotseerd en zich aan zijn borst geworpen".